# Kurt Ott
Kurt Ott (ur. 9 grudnia 1912 w Zurychu, zm. 19 kwietnia 2001 w Schlieren) – szwajcarski kolarz szosowy i przełajowy, srebrny medalista olimpijski.

## Kariera
Największy sukces w karierze Kurt Ott osiągnął w 1936 roku, kiedy wspólnie z Edgarem Buchwalderem i Ernstem Nievergeltem zdobył srebrny medal w drużynowym wyścigu ze startu wspólnego podczas igrzysk olimpijskich w Berlinie. W zawodach tych Szwajcarzy ulegli tylko Francuzom. W wyścigu indywidualnym rywalizację zakończył na czternastej pozycji. Jego największym osiągnięciem na szosie poza igrzyskami było 1937 roku zajęcie drugiego miejsce w Mistrzostwach Zurychu w 1937 roku. Ponadto czterokrotnie zdobywał medale przełajowych mistrzostw Szwajcarii, w tym złoty w 1938 roku. Nigdy nie zdobył medalu na szosowych ani przełajowych mistrzostwach świata.